# Bilderbergconferentie 1990
De Bilderbergconferentie van 1990 werd gehouden van 11 t/m 13 mei 1990 in het Harrison Conference Center in Glen Cove (New York), Verenigde Staten. Vermeld zijn de officiële agenda indien bekend, alsmede namen van deelnemers indien bekend. Achter de naam van de opgenomen deelnemers staat de hoofdfunctie die ze op het moment van uitnodiging uitoefenden.

## Agenda
- The new Soviet (Dis)Union (De nieuwe Sovjet eenheid/verdeeldheid)
- Strategy issues (Strategische zaken)
- Economic relations with Eastern Europe (Economische relaties met Oost-Europa)
- Can Western values be applied universally? (Kunnen Westerse normen universeel worden toegepast?)
- Germany (Duitsland)
- The future of NATO and the European Community (De toekomst van de NAVO en de Europese Gemeenschap)
- Japan: political changes (Japan: politieke veranderingen)

## Deelnemers
- Nederland - Koningin Beatrix, staatshoofd der Nederlanden
- Nederland - Ernst van der Beugel, Nederlands emeritus hoogleraar Internationale Betrekkingen RU Leiden
- Nederland - Karel van Wolferen, Nederlands publicist

1954 ·
1955 (1) ·
1955 (2) ·
1956 ·
1957 (1) ·
1957 (2) ·
1958 ·
1959 ·
1960 ·
1961 ·
1962 ·
1963 ·
1964 ·
1965 ·
1966 ·
1967 ·
1968 ·
1969 ·
1970 ·
1971 ·
1972 ·
1973 ·
1974 ·
1975 ·
(1976) ·
1977 ·
1978 ·
1979 ·
1980 ·
1981 ·
1982 ·
1983 ·
1984 ·
1985 ·
1986 ·
1987 ·
1988 ·
1989 ·
1990 ·
1991 ·
1992 ·
1993 ·
1994 ·
1995 ·
1996 ·
1997 ·
1998 ·
1999 ·
2000 ·
2001 ·
2002 ·
2003 ·
2004 ·
2005 ·
2006 ·
2007 ·
2008 ·
2009 ·
2010 ·
2011 ·
2012 ·
2013 ·
2014 ·
2015 ·
2016 ·
2017 ·
2018 ·
2019 ·
2020 ·
2021 ·
2022 ·
2023